# Lindy Delapenha
Lloyd Lindbergh „Lindy“ Delapenha (* 20. Mai 1927 in Kingston; † 26. Januar 2017 ebenda) war ein jamaikanischer Fußballspieler. Der Rechtsaußen, der auch auf der linken Außenseite und der offensiven Halbposition eingesetzt werden konnte, war zunächst im erweiterten Kader des FC Portsmouth, der 1949 und 1950 zwei englische Meisterschaften gewann, und danach bis 1958 langjähriger Stammspieler des FC Middlesbrough. Er gilt als erster Jamaikaner in der Geschichte des englischen Profifußballs.

## Karriere

### Von Jamaika nach Portsmouth
Lloyd Lindbergh Delapenha wurde 1927 in der Hauptstadt von Jamaika (ehemals noch Kolonie des Vereinigten Königreichs) geboren, wobei er den recht ungewöhnlichen Zweitnamen Charles Lindbergh verdankte, der am Tag seiner Geburt zum Flug über den Atlantik abhob. Er zeigte sich in jungen Jahren als vielseitiger Sportler. Zu seinen Schulsportarten gehörten neben dem Fußball noch Cricket, Hockey und Tennis und in all diesen Disziplinen konnte er Wettbewerbe gewinnen. Als er am Munro College primär als ambitionierter Leichtathlet auffiel, empfahl ihm sein dort verantwortlicher Lehrer nachhaltig den Fußball. Delapenha schloss sich schließlich der Armee an und verließ seine Heimat Richtung England, wobei er mit dem Schiff Lady Nelson übersetzte, auf dem ihn ehemalige Kriegsgefangene auf dem Weg zurück aus Japan begleiteten. Er kam in Southampton an, diente fortan den Royal Fusiliers und hatte Auslandseinsätze in Ägypten und Griechenland. Während dieser Soldatenzeit verbesserte er sein Fußballtalent und bei einem Spiel in der Armee fiel er einem Scout des FC Portsmouth auf. Zuvor hatte er bereits auf Amateurbasis beim FC Arsenal gespielt, sich dort aber nicht nachhaltig dem damaligen Cheftrainer Tom Whittaker empfohlen – daneben war er zum Probetraining beim FC Chelsea und Plymouth Argyle eingeladen worden.
Anstatt nach Jamaika zurückzukehren, wo sein Vater ein Restaurant betrieb, strebte er fortan eine Profifußballerkarriere an und ab April 1948 stand Delapenha in Portsmouth unter Vertrag. Besonders beeindruckt zeigte sich Trainer Bob Jackson von der Schnelligkeit des rechten Flügelspielers, der auch auf der Halbposition im Sturm eingesetzt werden konnte. Dabei wurde sogar zeitweise darüber nachgedacht, ob er die britische Olympiamannschaft bei den Sommerspielen 1948 in London als Läufer vertreten sollte. Er beließ es jedoch bei seinen Fußballaktivitäten und obwohl seine Einsätze in den beiden Spielzeiten 1948/49 und 1949/50 rar blieben (mit insgesamt sieben Ligaeinsätzen), trug er ein wenig zum Gewinn der englischen Meisterschaft in beiden Jahren bei. Meilensteine waren sein Erstligadebüt gegen den FC Blackpool (1:1) im November 1948 sowie das erste (und einzige) Tor im Januar 1950 gegen den Drittligisten Norwich City (1:1) im FA Cup. Über die Vereinsgrenzen hinweg erlangte er Bekanntheit als erster schwarzer englischer Meister in der englischen Fußballgeschichte. Besonders gefiel auch seine gute Leistung beim 5:1-Sieg gegen den FC Middlesbrough und der dortige Trainer David Jack verpflichtete ihn im April 1950 für eine Ablösesumme von etwa 6.000 Pfund.

### FC Middlesbrough
Am letzten Spieltag der Saison 1949/50 debütierte Delapenha beim 2:1-Auswärtssieg gegen den FC Fulham, womit er auch zum ersten schwarzen Spieler in der Historie von „Boro“ wurde. Fortan entwickelte er sich bei seinem neuen Verein zu einer festen Größe im Angriffsspiel, oft an der Seite von Wilf Mannion. Sein entscheidender Treffer im September 1950 zum 2:1 gegen den FC Arsenal erfüllte ihn in Anbetracht der vorherigen Ablehnung nachträglich mit Genugtuung. Mit seiner sehr physischen Spielweise, dem harten Schuss und als sicherer Elfmeterschütze avancierte er in Middlesbrough zum Publikumsliebling, wenngleich sich Teile des eigenen Anhang ihm gegenüber rassistisch äußerten – in einem späteren Interview gab er an, den Übeltätern stets mit einem Lächeln geantwortet zu haben und dass die Beleidigungen keinen negativen Einfluss auf seine Leistungen hatten. Als Stammspieler auf der Rechtsaußenposition war Delapenha unter David Jack – sowie später Walter Rowley und Bob Dennison – eine feste Größe im Team und vereinsintern bester Torschütze in den Spielzeiten 1951/52, 1953/54 und 1955/56. Trotz des zwischenzeitlichen Abstiegs im Jahr 1954 in die zweite Liga, war seine Bilanz mit 93 Toren in 270 Pflichtspielen beachtenswert. Ein zwischenzeitliches Angebot in der Abstiegssaison zum Wechsel für 12.000 Pfund zu Manchester City hatte sich zerschlagen, auch an der Ablehnung von Delapenha selbst, der bereits das festgelegte Maximalgehalt kassierte.
Parallel zum Vereinsfußball bestritt er einige Partien in seiner jamaikanischen Heimat und war 1955 Kapitän einer heimischen Auswahl, die gegen eine Vertretung des englischen Fußballverbands antrat. Ein zusätzliches Angebot, in Jamaika als Spielertrainer zu arbeiten, lehnte er jedoch ab und setzte stattdessen seine Laufbahn in Middlesbrough fort. Dennoch profilierte er sich auch weiter jenseits der aktiven Fußballerkarriere und neben einigen Cricketspielen für Middlesbrough in der North Yorkshire and South Durham League absolvierte er im Tennis einen öffentlichen Schaukampf mit seinem Freund Brian Clough. Nach einer Serie von Verletzungen verließ er im Juni 1958 den Klub in Richtung des Drittligisten Mansfield Town.

### Karriereausklang und nach spätere Aktivitäten
In Mansfield war Delapenha die erste Verpflichtung des neuen Trainers Sam Weaver und mit seiner Person wurden Hoffnungen auf eine deutlich positive sportliche Entwicklung verbunden. Obwohl er bei seinem Debüt gegen den FC Southampton auf Anhieb traf, erhielten diese aber mit einer 1:6-Pleite einen empfindlichen Dämpfer. Die Saison 1958/59 verlief insgesamt mit dem nur knappen Klassenerhalt enttäuschend, aber der auf beiden Flügeln eingesetzte Neuzugang war mit neuen Toren in 38 Ligaspielen ein belebendes Element in Mansfields Mannschaft. Obwohl er diese Ausbeute im Jahr darauf noch um einen Treffer überbot, stand am Ende der Saison 1959/60 der Abstieg in die Viertklassigkeit. In seinem dritten und letzten Jahr für Mansfield konnte er nicht verhindern, dass der Klub auf Platz 20 von 24 Teams in der Spielzeit 1960/61 erneut weit unter den Erwartungen blieb. Er verließ Mansfield nach insgesamt 125 Pflichtspielen, bevor er bei den unterklassigen Klubs Heanor Town (Midland League) sowie Hereford United und Burton Albion (beide Southern League) die Laufbahn ausklingen ließ. Zu einem letzten Highlight wurde der Gewinn des Southern League Cups mit Burton im April 1964 gegen den klassenhöher spielenden FC Weymouth. Verantwortlich für das Karriereende war letztlich eine Verletzung aufgrund unbehandelter Probleme an der Leiste.
Im Anschluss kehrte er nach Jamaika zurück, arbeitete als Sportlehrer für ein Unternehmen in der Zuckerherstellung und war eine prominente Figur beim heimischen Rundfunksender Jamaica Broadcasting Corporation. Dort arbeitete er als Moderator im Frühstücksfernsehen und traf dabei einige weltweit bekannte Sportpersönlichkeiten. Dazu pflegte er seine neue Leidenschaft zum Golfsport und schaffte es dort bis in eine jamaikanische Auswahlmannschaft. Für seine Verdienste wurde er 1974 in New York in die Black Athletes Hall of Fame aufgenommen. Knapp vier Monate vor seinem 90. Geburtstag verstarb er Ende Januar 2017 in der jamaikanischen Heimat.